# پل تیمار
پل تیمار (انگلیسی: Tamar Bridge، تلفظ: ‎/ˈteɪmɑːr/‎) یک پل معلق بر روی رود تیمار در سالتش، انگلستان است.
این پل که در سال ۱۹۶۲ تأسیس شده دارای ۵۶۳ متر طول می‌باشد که دهانه اصلی آن ۳۳۵ متر و ارتفاع برج بزرگ آن ۶۷ متر است.

## نگارخانه

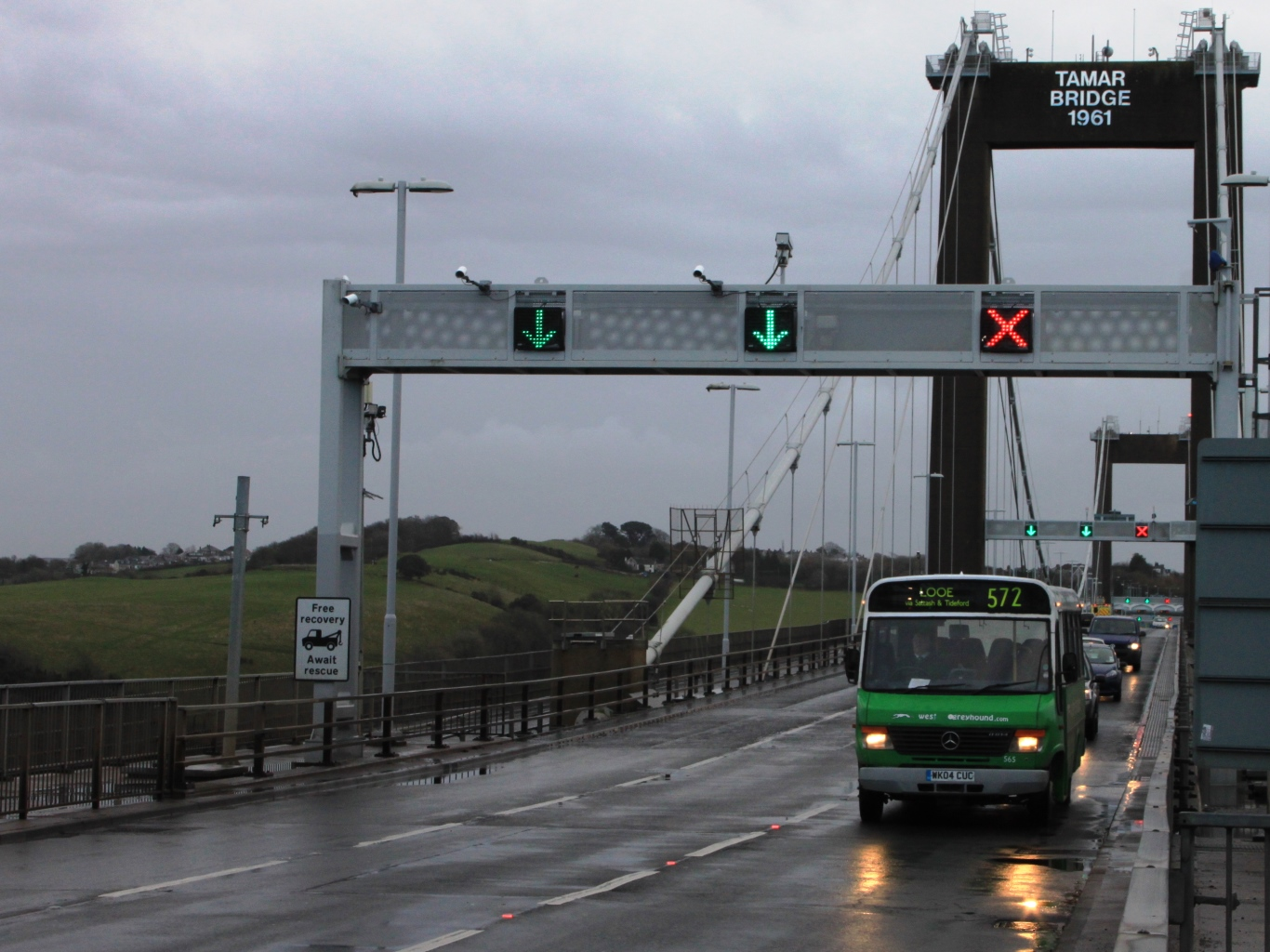
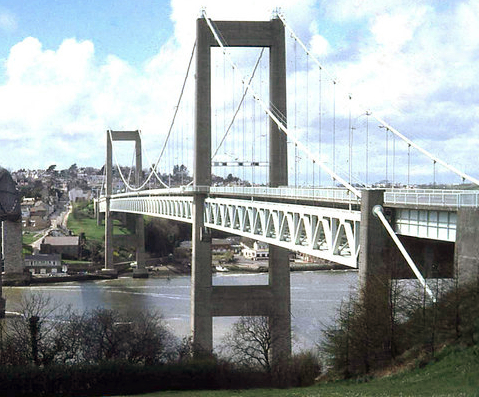
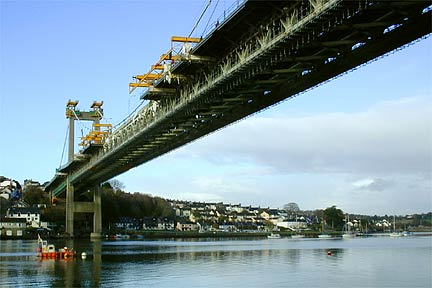
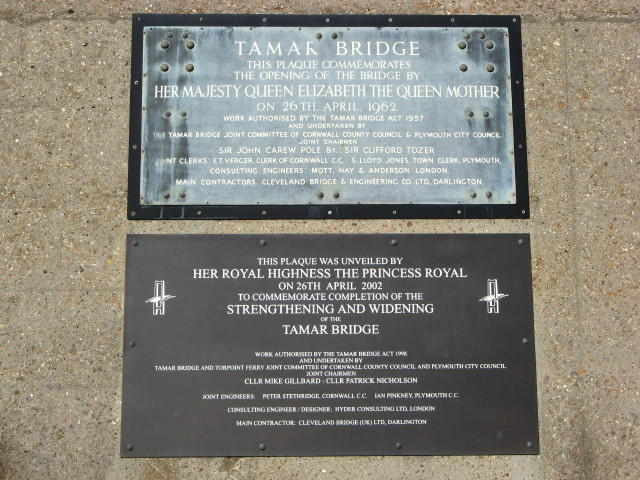